# Braunsia maximiliani
Braunsia maximiliani är en isörtsväxtart som först beskrevs av Schlechter och Berger, och fick sitt nu gällande namn av Schwant. Braunsia maximiliani ingår i släktet Braunsia och familjen isörtsväxter. Inga underarter finns listade i Catalogue of Life.